# Kínai-alföld
A Kínai-alföld (kínaiul 华北平原, pinjin átírással Huáběi Píngyuán, helyenként magyarul, a hivatalos kínai földrajzi név tükörfordításaként Észak-kínai-alföld vagy -síkság) mintegy 400 000 km²-es területével Kelet-Ázsia legnagyobb alluviális síksága. Túlnyomórészt a Sárga-folyó töltötte fel a geológiai közelmúltban termékeny talajjal, tengerszint feletti magassága túlnyomórészt 50 méter alatt marad.
Ezen a területen volt a kínai civilizáció bölcsője, ma is sűrűn lakott, kiemelkedő gazdasági jelentőségű terület.

## Elhelyezkedése
A síkságot északról a Jensan (Yanshan)-hegység, nyugatról a Sanhszi (Shanxi) fennsík Tajhang (Taihang)-hegysége, keletről a Pohaj-tenger (Bohai-tenger), a Santung-félsziget (Shandong-félsziget) és a Sárga-tenger, délről pedig a Jangce (Yangtze) medencéje határolja. A kínai földrajztudományi felfogás a Jangce (Yangtze) deltavidékét nem sorolja ehhez az alföldhöz (talán ezért is Észak-kínai-alföld a neve), bár a két terület geológiai szerkezetét, felszínét illetően megegyezik. Más országokban, mint a magyar térképészetben, vagy az orosz földrajztudományban (Великая Китайская равнина) ezeket együtt kezelik.
A síkság elfoglalja Honan (Henan), Hopej (Hebei) és Santung (Shandong) tartományok legnagyobb részét illetve a Jangce (Yangtze) deltájánál Csiangszu (Jiangsu) és Anhuj (Anhui) tartományok északi részét (vagy a kiterjesztett felfogásban az egészüket). A Sárga-folyó végigkanyarog a síkság termékeny, sűrűn lakott földjein és végül a Pohaj (Bohai)-tengerbe ömlik. A hatalmas terület Kína legjelentősebb mezőgazdasági része, amelyen a rizs mellett kukoricát, cirkot, búzát, zöldségeket és gyapotot és sok más növényi kultúrát termesztenek. A síkság beceneve „a sárga föld országa”.
A síkság déli részét hagyományosan Központi-síkságnak (kínaiul 中原, pinjin átírással Zhōngyuán) nevezik, amely a kínai civilizáció bölcsője volt. A tengerszint felett kevesebb mint 50 méteren fekvő síkság területe Magyarország területének több mint négyszerese (409 500 km²). Ez a terület a világ egyik legsűrűbben lakott régiója.
A síkság északkeleti részén fekszik Kínai fővárosa, Peking (Beijing) és Tiencsin (Tianjin), a fontos iparváros és kikötő. A Santung (Shandong) tartományban lévő Sengli (Shengli) olajmező jelentős olajkészletekkel rendelkezik.

## Földtörténete
Az alföld talapzatát a Kínai-koreai-masszívum prekambriumi tönkfelszíne alkotja, amely a krétában erősen összetöredezett, majd a harmadidőszakban a mélybe süllyedt, így a terület tengeri öblözetté vált. A geológiai süllyedéssel lépést tartott, majd azt túl is kompenzálta a folyami hordalékok lerakódása, ennek eredményeképpen a területen a korábbi tengeri üledékekre szárazföldiek rakódtak. Ezek együttes vastagsága helyenként az 5000 métert is meghaladja. A mai felszín legnagyobb részét főként folyóvízi, kisebb mértékben tavi üledékek alkotják.
Az alföldet övező peremláncok lábait többnyire még enyhén lejtő, durva görgeteges, kavicsos hordalékkúpok szegélyezik, lösszel fedett platókkal és teraszos folyóvölgyekkel tagolva, a tenger felé közeledve azonban a felszín szinte asztalsimaságúvá válik (a relatív szintkülönbségek sokfelé nem haladják meg a 3 métert négyzetkilométerenként), és ezzel párhuzamosan a hordalék szemcseátmérője is egyre finomodik. A feltöltésben a legnagyobb szerepet a medrét még a történelmi időkben is gyakran változtató Sárga-folyó játszotta a Lösz-fennsíkról ide mosott lösziszappal, hatalmas áradásaival. A folyó ma is évi 1,6 milliárd tonnányi hordalékot szállít, deltája általában gyors ütemben épül tovább a sekély tengeröböl rovására, de a vízhozam változásai és a szabályozási munkák miatt időnként a tenger is visszahódít részeket a deltavidékből. Az alföld másik fő folyója, a délebbi Huaj (Huai) is sok finom szemű hordalékot rakott le.
Az alföldet az árvizek ma is gyakran veszélyeztetik, aminek egyik oka a helytelen emberi beavatkozás. Az áradások elkerülésére már évezredek óta gátak közé szorítják a folyókat, így azok – főleg maga a Sárga-folyó – hatalmas mennyiségű hordalékuk egy részét a hullámterükben rakják le, ezzel a mederfenék egyre magasabbra kerül. Emiatt a gátakat is tovább kell magasítani, aminek eredményeképpen a folyó medre ma sokfelé 5-6, sőt helyenként akár 10–13 m-rel is a környező alföld fölé magasodik. Egy gátszakadás így óriási pusztítást végez. A folyó ilyen kiáradásai gyakran futásának megváltozásával, új meder létrejöttével is jártak.

## Felszíne
A látszólag tökéletesen sík alföldet a valóságban sokfelé tagolják sekély mélyedések, amelyekben kisebb-nagyobb tavak, mocsarak helyezkednek el. A folyókat helyenként homokdűnék is kísérik. Egykori, elhagyott folyómedrek is jól kirajzolódnak. Ezeket földművesek gyakran felhasználják a csatornarendszer kiépítésére. A csatornák közül a legnagyobb és leghíresebb a Nagy-csatorna, ami északkeleten, Peking (Beijing) környékén kezdődik, és a Jangcétól (Yangtzétól) délre, Hangcsou (Hangzhou) városánál ér véget.
A hatalmas területen azért kiemelkedések is vannak: nyugaton a belső-ázsiai láncos röghegységek vonulatainak folytatásaként számos kisebb, pár száz méter magas szigethegy emelkedik ki, keleten pedig a prekambriumi kristályos alapzat túlnyomórészt metamorf kőzetekből álló kiemelkedései Santung (Shandong) tartományban és a hasonló nevű félszigeten hegységként magasodnak az alföld fölé. Ennek a rögvidéknek a törések menti aszimmetrikus felboltozódása, intruzív és vulkáni jellegű magmás tevékenységgel egyaránt kísérve a kréta időszakában kezdődött, majd a harmadidőszakban folytatódott. Árkos-sasbérces, tagolt hegyvidék alakult ki, mely napjainkra már erősen lepusztult. A rögvidék, nyugati részén több 1000 m feletti csúcs van, közülük a leghíresebb a szent hegyként tisztelt Taj-hegy (Taisan, 1524 m), számos ma is működő kolostorral. Keleten, a Santung-félszigetet (Shandong-félszigetet) néhány száz méteres rögök bukkannak a felszín fölé, melyeket helyenként vékony bazalttakaró fed be.

## Éghajlata
A Kínai-alföld nagy részét monszunhatással kombinált nedves kontinentális éghajlat jellemzi, hosszabb meleg évszakkal; ez dél felé fokozatosan megy át csapadékos nyarú szubtrópusi éghajlatba. A kontinentális jelleg leginkább az évszakok közti nagy különbségben, a szubtrópusi monszunhatás viszont a csapadék aránytalan időbeli eloszlásában mutatkozik meg. A tél északon nagyon hideg (a januári középhőmérséklet (-7 °C), csak délebbre mérséklődik (O °C), a nyár forró (a júliusi középhőmérséklet 24-28 °C, 40 °C-t is meghaladó abszolút maximumokkal).
A csapadék átlagosan 550–850 mm közötti, és mind északról délre, mind nyugatról keletre növekvő mértékű; 60-70%-a nyáron hullik. A kevesebb téli csapadék egy része hó. A csapadékban egymást követő években is igen nagy különbségek is lehetnek, ez okozza az aszályos, vagy heves árvizeket okozó, túlzottan esős évek gyakori kártételeit.
Az alföld eredeti növénytakarója az évezredes, szinte minden talpalatnyi földre kiterjedő művelés miatt alig található meg. Az ember megjelenése előtt a területet erdős sztyeppek, tölgyesek foglalták el. A mai helyenkénti kisebb erdőfoltok fái nyár-, fűz- és juharfajok. A Santung-rögvidék (Shandong-rögvidék) régi dús erdőségei is erősen megritkultak. Az eredeti barna erdőtalajok helyén öntéstalajok vannak, sokfelé réti talajok és szoloncsákok is megfigyelhetők. Az eredeti állatvilágot már csak rágcsálók képviselik.

## Történelmi jelentősége
A síkság földrajza meghatározza a hely alapvető kulturális és politikai történetét. A Jangcétól (Yangtzétól) délre fekvő tartományokkal ellentétben a síkságon a Sárga-folyó kivételével nincsenek természet alkotta akadályok – sem hegyek, sem nagy folyók –, ezért gördülékenyen megy a kommunikáció lóháton is. Így a beszélt nyelv is viszonylag egységessé vált ezen a területen, Kína déli területeihez képest.
Északról számtalan támadás érte a síkságot, mivel az északi sztyeppék és sivatagok felől semmilyen természetes akadály sem állta a Közép-Ázsiából és Mandzsúriából érkezők útját. Ez vezetett a kínai nagy fal megépítéséhez.